# Felipe Méndez
Felipe Benicio Méndez (n. 1897, ciudad de Andalhuala, Santa Maria, Catamarca, Argentina) participó como explorador paleontólogo aficionado en la 2ª Expedición Paleontológica Capitán Marshall en 1926.
Otros participantes de ese grupo internacional fueron Elmer S. Riggs (líder y fotógrafo), Robert C. Thorne (recolector) y Rudolf Stahlecker (recolector). La expedición dio comienzo en abril de 1926, finalizando en noviembre de 1926. El propósito fue la recolección de la geología fósil en la provincia de Catamarca, Argentina. La expedición fue todo un éxito, obteniendo incluso nuevas especies de Stahleckeria durante estas colaboraciones.